# Hassan Benjelloun
Hassan Benjelloun (Settat, 12 aprile 1950) è un regista marocchino.

## Biografia
Materiali del Centro Missionario Diocesano, Nigrizia Multimedia, Progettomondo MLAL, LVIA, Catalogo del " XXVIII Festival di Cinema Africano di Verona ", pagina 29

## Filmografia
- Où vas-tu Moshé? (2007)